# Bătălia de la Soledar
Bătălia de la Soledar este o serie de angajamente militare aflate în desfășurare în apropierea orașului Soledar din regiunea Donețk, între Ucraina și Rusia, în timpul Bătăliei din Donbas din 2022.
Liderul grupului de mercenari Wagner Evgheni Prigojin a anunțat că orașul ar fi sub ocupație rusă din 10 ianuarie 2023.
Cucerirea orașului are ca scop înconjurarea Bahmutului, aflat la 10 kilometri la sud. Cele două orașe fac parte din linia ucraineană de apărare din fața zonei urbane Sloviansk și Kramatorsk.
La jumătatea lunii ianuarie 2023, forțe de elită (mercenari Wagner și trupele aeropurtate ruse) au reușit să captureze, prin lupte grele, zonele rezidențiale și au început să se deplaseze spre zona industrială. Din 16 ianuarie 2023, armata ucraineană a fost respinsă din oraș, dar armata rusă nu a reușit să taie autostrada Т 0513, care ar fi permis o ofensivă rusă spre Bahmut. Linia defensivă a Ucrainei este de-a lungul autostrăzii Т-0513, iar luptele grele continuă între autostradă și periferia orașului Soledar.